# NGC 86

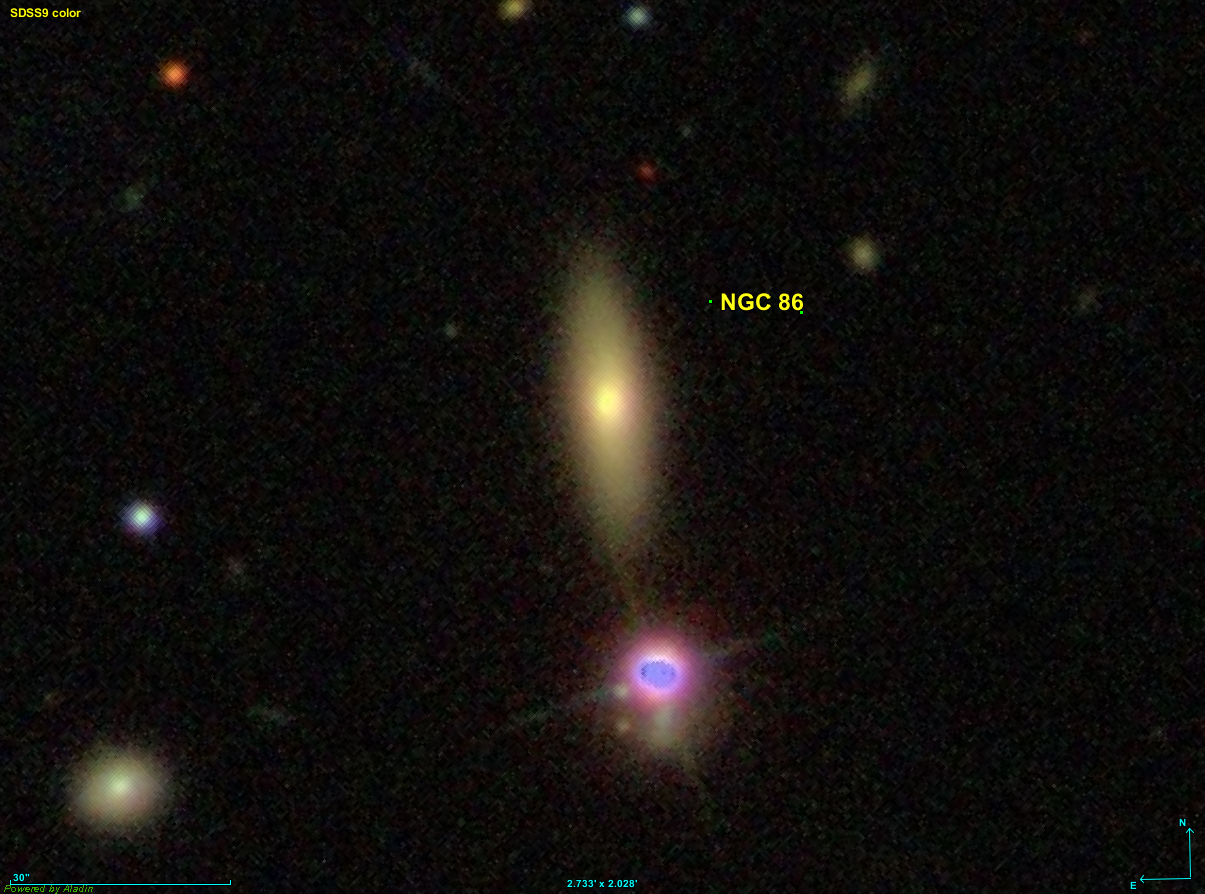
On ne voit pas de bras spiraux dans l'image de NGC 86.

NGC 86 est une galaxie lenticulaire située dans la constellation d'Andromède. NGC 86 a été découverte par l'astronome français Guillaume Bigourdan en 1884. Wolfgang Steinicke et la base de données NASA/IPAC classe cette galaxie comme une spirale, mais on ne voit pas de bras spiraux dans l'image de l'étude SDSS. La classification de galaxie lenticulaire S0/a? par le professeur Seligman semble plus appropriée.

## Caractéristiques
Sa vitesse par rapport au fond diffus cosmologique est de 5 249 ± 33 km/s, ce qui correspond à une distance de Hubble de 77,4 ± 5,4 Mpc (∼252 millions d'al).
À ce jour, quatre mesures non basées sur le décalage vers le rouge (redshift) donnent une distance de 88,825 ± 3,655 Mpc (∼290 millions d'al), ce qui est légèrement à l'extérieur des valeurs de la distance de Hubble.

## Groupe de NGC 80
NGC 86 fait partie du groupe de NGC 80. Ce groupe comprend les galaxies NGC 80, NGC 81, NGC 84, NGC 93, IC 1541, IC 1548, MCG 01-02-10 (PGC 1384), CGCG 479-014B (PGC 1662109) et UCM 18+2216 (PGC 1671888). Une autre étude inclut la galaxie NGC 79 dans ce groupe. De plus, la base de données NASA/IPAC indique que NGC 90 et NGC 93 forment une paire de galaxies en interaction gravitationnelle. Ces deux galaxies sont près l'une de l'autre sur la sphère céleste et leur distance semblable à la Voie lactée sont semblables. Il semble donc, même si NGC 90 n'est pas mentionné dans les deux études mentionnées précédemment, qu'on doive l'inclure dans le groupe de NGC 80. Selon la version allemande de Wikipédia, la galaxie IC 1546 (aussi appelée NGC 85B sur le site de Wolfgang Steinicke) fait aussi partie du groupe de NGC 80. Elle est dans la même région du ciel que les autres galaxies mentionnées plus haut et à peu près à la même distance de la Voie lactée. Il faudrait donc aussi l'inclure dans ce groupe.